# ريناتو دي ماريا
ريناتو دي ماريا (بالإيطالية: Renato De Maria)‏ هو كاتب سيناريو ومخرج إيطالي، ولد في 1958 في فاريزي في إيطاليا.

## وصلات خارجية
- ريناتو دي ماريا على موقع IMDb (الإنجليزية)
- ريناتو دي ماريا على موقع ألو سيني (الفرنسية)
- ريناتو دي ماريا على موقع أول موفي (الإنجليزية)
- ريناتو دي ماريا على موقع قاعدة بيانات الفيلم (الإنجليزية)
- ريناتو دي ماريا على موقع كينوبويسك (الروسية)